# Лобоподи
Лобоподи (Lobopodia) (дав.-гр. λοβός «частка печінки» і  πούς «нога») — надтип  безхребетних з групи Ecdysozoa. Тварини зі сегментованим тілом і нечленистими кінцівками. Сучасні представники Lobopodia —  оніхофори і  тихоходки. Викопні рештки відомі з відкладень починаючи з  Едіакарію (Xenusion auerswaldae). Їх Розглядають як  парафілетичну групу щодо  членистоногих (Arthropoda). Мабуть, саме до лобоподів належить багато загадкових кембрійських організмів, таких як галюциногенія.

## Фототека

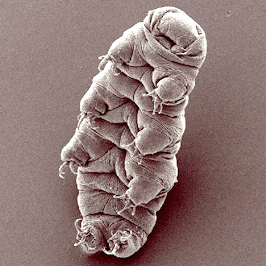
Сканограма тихоходки Hypsibius dujardini
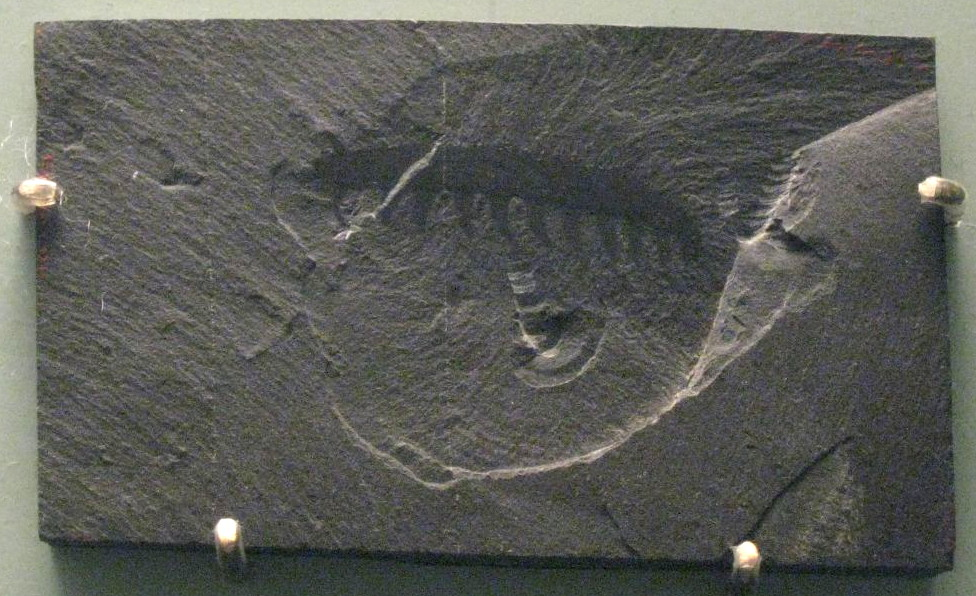
Відбиток Aysheaia pedunculata (Xenusia)

## Ресурси Інтернету
- Liu J., Shu D., Han J., Zhang Z., Zhang X. A large xenusiid lobopod with complex appendages from the Lower Cambrian Chengjiang Lagerstätte // Acta Palaeontologica Polonica. — 2006. — Vol. 51, No 2. — P. 215–222. Текст [Архівовано 9 серпня 2017 у Wayback Machine.] (англ.)